# Jüdischer Friedhof (Ovelgönne)

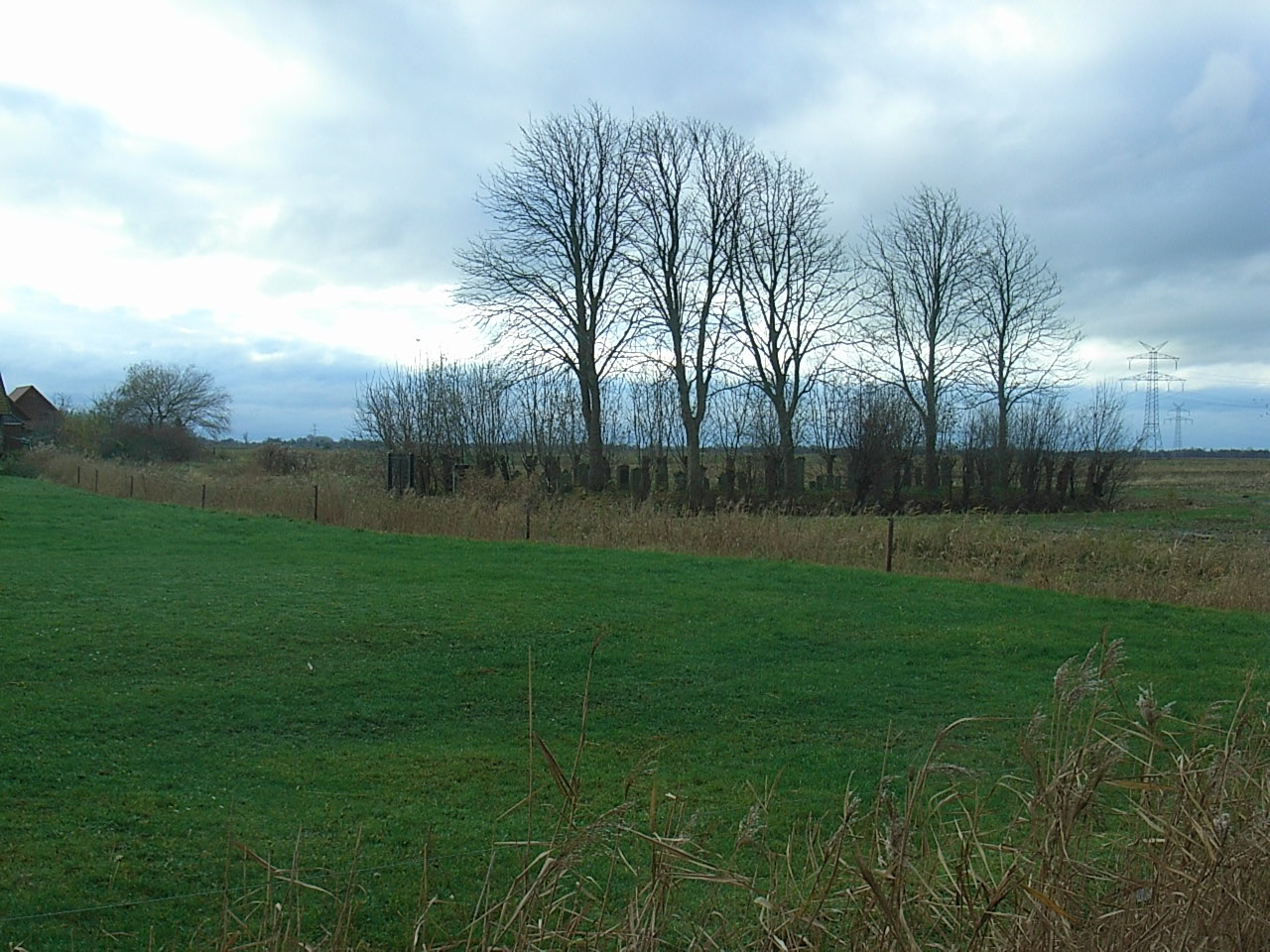
Alter Jüdischer Friedhof bei Ovelgönne

Der Jüdische Friedhof Ovelgönne ist ein Jüdischer Friedhof in Ovelgönne (Landkreis Wesermarsch, Niedersachsen).
Der 573 m² große Friedhof unweit der Wilhelm-Rahden-Straße am Feldweg „Zum Judenfriedhof“ wurde 1795 beantragt und erst 1811 angelegt. Auf den 43 Grabsteinen finden sich Inschriften für Juden, die in den Jahren 1811 bis 1930 verstorben sind und hier bestattet wurden.